# 털개회나무

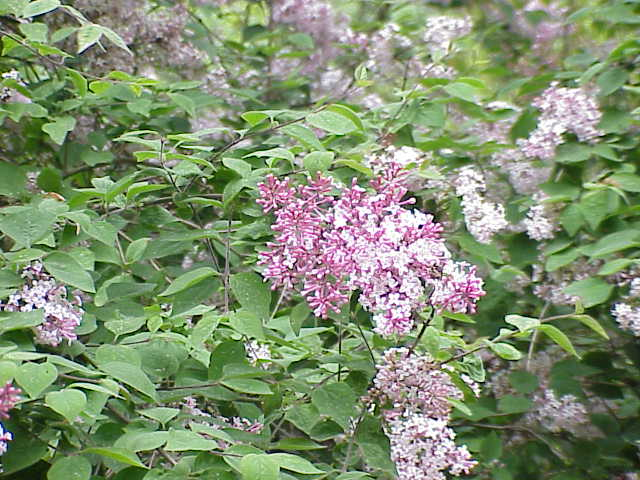

털개회나무(학명: Syringa patula)는 한국과 중국(간쑤성, 허베이성, 허난성, 후베이성, 지린성, 랴오닝성, 닝샤 후이족 자치구, 칭하이성, 산시성(섬서성), 산둥성, 산시성(산서성), 쓰촨성)에 자생하는 물푸레나무과 수수꽃다리속의 속씨식물 종이다. 한국의 깊은 산의 기슭에서 자라는 특산식물이다. 높이 3m 내외이다. 잔가지가 많다. 마주난 잎은 타원형~거꾸로된 달걀형이다. 잎의 가장자리는 밋밋하다. 꽃은 5월에 원추화서에 달린다. 화관은 붉은자주색이거나 연보라색이다. 화관의 끝은 4개로 갈라진다. 열매는 타원형이다. 꽃 향기가 좋다. 털개회나무를 원예종으로 육종한 것이 미스김라일락이다. 향신료인 정향을 생산하는 인도네시아 말루쿠 제도(Maluku islands) 원산의 정향나무와 다른 종이다.